# Two White Arms
Two White Arms – czarno-biały film produkcji brytyjskiej, zrealizowany na podstawie sztuki, Harolda Deardena, wyreżyserowany przez Freda Niblo. W historii kinematografii zapisał się tym, że był pierwszym filmem pokazanym w kinie samochodowym, co miało miejsce 6 czerwca 1933 w Camden w stanie New Jersey. Była to wersja skrócona w stosunku do brytyjskiej, a tytuł zmieniono na Wives Beware.

## Obsada
- Adolphe Menjou jako major Carey Liston
- Margaret Bannerman jako Lydie Charrington
- Claud Allister jako doktor Biggash
- Jane Baxter jako Alison Drury
- René Ray jako Trixie
- Melville Cooper jako Mack